# Helianthemum rupifragum
Helianthemum rupifragum är en solvändeväxtart som beskrevs av A. Kerner. Helianthemum rupifragum ingår i släktet solvändor, och familjen solvändeväxter. Inga underarter finns listade i Catalogue of Life.